# Enrique Martínez (équitation)
Pour les articles homonymes, voir Enrique Martínez et Martinez.
Enrique Martínez de Vallejo Manglano (né le 13 juillet 1930 à Valence, mort le 24 mars 2021) est un cavalier espagnol de concours complet et de saut d'obstacles.

## Carrière
Enrique Martínez rejoint la division de cavalerie de l'armée espagnole en 1950 et fait ses débuts aux championnats nationaux d'équitation en 1955.
Il commence sa carrière olympique aux Jeux olympiques d'été de 1960 à Rome, où il ne termine pas la compétition de concours complet à cause de sa jument blessée. Il participe ensuite à deux tournois olympiques de saut d'obstacles, se classant 25e individuellement et huitième avec l'équipe espagnole en 1964 à Tokyo et 10e individuellement et septième avec l'équipe en 1972 à Montréal. Entre-temps, il remporte une médaille d'or aux Championnats du monde militaires de 1969. Il participe aussi à 47 Coupes des nations, il remporte celle par équipes en 1965 sur le dos d'Opium C.
Après sa retraite de la compétition active en 1974, il devient vice-président de la Fédération espagnole d'équitation, en plus d'être juge, entraîneur et professeur à l'École d'équitation militaire.